# Temples
Temples is een Britse rockband uit Kettering opgericht in 2012. De band bestaat uit zanger/gitarist James Bagshaw, gitarist Adam Smith, bassist Thomas Warmsley en drummer Rens Ottink.

## Discografie

### Albums
- 2014 - Sun Structures
- 2014 - Sun Restructured
- 2017 - Volcano
- 2019 - Hot Motion
- 2023 - Exotico

### Ep's
- 2014 -  Shelter Song EP
- 2014 - Mesmerise Live EP

### Singles
- 2012 - "Shelter Song" / "Prisms"
- 2013 -  "Colours to Life" / "Ankh"
- 2013 -  "Keep In the Dark" / "Jewel Of Mine Eye"
- 2013 -  "Mesmerise"
- 2014 -  "Move with the Season"
- 2016 -  "Certainty"